# Chiesa di San Paolo Apostolo (Pasiano di Pordenone)
La chiesa di San Paolo Apostolo è la parrocchiale di Pasiano di Pordenone, in provincia di Pordenone e diocesi di Concordia-Pordenone; fa parte della forania del Basso Livenza.

## Storia
La prima citazione della pieve di Pasiano risale al 1186 ed è contenuta nella bolla di papa Urbano III; a quanto sembra, originariamente la chiesa pasianese era filiale della pieve di San Vigilio, per poi affrancarsi da essa estendendo la sua giurisdizione su un'area delimitata dai fiumi Sile, Livenza e Meduna.
Nel 1378 la chiesa venne dotata del campanile, il quale fu oggetto di un parziale rifacimento tra il 1564 e il 1565.
Nel 1898, dopo la demolizione dell'antica pieve, iniziarono i lavori di costruzione della nuova parrocchiale, ruotando la pianta di novanta gradi; l'edificio, che ingloba l'abside della vecchia chiesa, venne consacrato il 16 ottobre 1900.
La struttura fu restaurata tra il 1923 e il 1943; danneggiata dal sisma del 1976, la chiesa venne ristrutturata nel 1995 e poi ancora nel 2015.

## Descrizione

### Esterno
La facciata a capanna della chiesa, che volge a mezzogiorno, è tripartita da quattro lesene tuscaniche, sorreggenti il fregio, composto da triglifi e da metope lisce, e il timpano triangolare in cui si apre una finestrella quadrilobata, e presenta al centro il portale d'ingresso e ai lati due nicchie ospitanti altrettante statue.
Annesso alla parrocchiale è il campanile in pietra a base quadrata, la cui cella presenta una bifora per lato ed è coronata dalla guglia poggiante sul tamburo ottagonale.

### Interno
L'interno dell'edificio si compone di un'unica navata, coperta dalle capriate lignee sorreggenti il tetto, sulla quale si affacciano le cappelle laterali, una delle quali è l'abside della pieve medievale; al termine dell'aula si sviluppa il presbiterio, a sua volta chiuso dall'abside di forma poligonale.
Qui sono conservate diverse opere di pregio, tra cui la pala con soggetto la Visione di San Giovanni di Matha, eseguita nel XVIII secolo da Gianantonio Guardi, le due statue raffiguranti i santi Pietro e Paolo, scolpite da Pietro Nardi nel 1796, l'altare laterale del Rosario, costruito tra il 1637 e il 1638 da Giovanni Auregne e abbellito tra il 1638 e il 1641 da Giovanni Battista Sebenico, la statua ritraente San Giuseppe che tiene il Bambino per mano, collocata su un altare laterale, e i due dipinti che rappresentano rispettivamente la Crocifissione e la Caduta di San Paolo da cavallo.